# Бий першим, Фредді!
«Бий першим, Фредді!» (дан. Slå først, Frede!) — данська пародійна комедія-бойовик, поставлена в 1965 році режисером Еріком Баллінгом. Фільм є пародією на фільми про Джеймса Бонда.

## Сюжет
Фредді Хансена, продавця прикольних іграшок, під час переїзду на поромі помилково через його глянцеву чорну сумку, повну іграшок-приколів, приймають за агента секретної служби, і він раптом опиняється в центрі небезпечної гри, яка може спровокувати нову світову війну.

## У ролях
| Актор            | Роль          |
| ---------------- | ------------- |
| Мортен Грюнвальд | Фредді Хансен |
| Уве Спроге       | агент Сміт    |
| Поул Бундгаард   | Колік         |
| Ессі Перссон     | Соня          |
| Мартін Хансен    | доктор Пекс   |

## Нагороди
1966 року фільм «Бий першим, Фредді!» отримав дві премії «Боділ»: за найкращий данський фільм року та за найкращу чоловічу роль другого плану для Поула Бундгаарда.
1966 року вийшов сиквел «Відпочинь, Фредді» (дан. Slap af, Frede!), який не мав успіху.